# Ceratina nigrita
Ceratina nigrita là một loài Hymenoptera trong họ Apidae. Loài này được Ashmead mô tả khoa học năm 1900.